# 弗雷德里克·谢菲尔德
弗雷德里克·谢菲尔德（英語：Frederick Sheffield，1902年2月26日—1971年5月8日），美国男子赛艇运动员。他曾代表美国参加1924年夏季奥林匹克运动会赛艇比赛，获得男子八人单桨有舵手金牌。